# Belle de Jour
Belle de Jour - Người đẹp ban ngày - là một phim Pháp do Luis Buñuel đạo diễn, công chiếu năm 1967, dựa theo tiểu thuyết cùng tên, xuất bản năm 1928 của nhà văn Joseph Kessel. Phim được chiếu tại Sài Gòn năm 1969, đã thu hút số lượng khán giả kỷ lục vào thời gian đó. Năm 2010, Belle de Jour được xếp thứ 56 trong Danh sách 100 phim hay nhất thế giới mọi thời đại do tạp chí Empire bầu chọn . Belle de Jour giành giải thưởng cao nhất Golden Lion - Sư tử vàng - và giải Pasinetti về phim xuất sắc nhất tai Liên hoan Phim Venice năm 1967..

## Truyện phim
Séverine Serizy (Catherine Deneuve), là một nội trợ trẻ đẹp, nhưng không đạt được hứng thú khi quan hệ với chồng, bác sĩ Pierre Serizy (Jean Sorel), mặc dù hai người rất yêu nhau.
Tại một khu nghỉ dưỡng, vợ chồng Serizy gặp hai bạn: Henri Husson (Michel Piccoli) và Renée (Macha Méril). Séverine không thích Husson, nhất là cái cách anh ta nhìn sỗ sàng vào mình. Trở về Paris, tình cờ Séverine gặp lại Husson tại sân quần vợt. Anh ta thú nhận ham thích cô, nhưng Séverine cự tuyệt, không cho Husson tiến tới. Trong khi nói chuyện, Husson có đề cập tới một nhà chứa hạng sang tại địa chỉ 11 Cite Jean de Saumer.
Để giải quyết ám ảnh về tình dục, Séverine tìm đến nhà chứa trên và làm việc hàng ngày từ 14 giờ đến 17 giờ, kịp về nhà vào buổi tối để chồng không biết, Chủ nhà chứa, Anaïs (Geneviève Page), đặt biệt danh cho Séverine là Belle de Jour. Dần dần Séverine quen với một tay anh chị trẻ, Marcel (Pierre Clémenti), anh ta tạo được sự khoái cảm trong mơ cho cô. Tuy nhiên, do Marcel ngày càng đòi hỏi và ghen tuông, đồng thời Husson biết cô làm tại nhà chứa, nên Séverine quyết định nghỉ việc.
Marcel theo dõi, tìm đến nhà cô đe doạ sẽ kể chuyện cho chồng Séverine biết. Sau khi ra khỏi nhà, Marcel đợi tại góc đường, khi Pierre vừa về nhà Marcel bắn liền ba phát đạn rồi bỏ chạy. Cảnh sát truy đuổi, bắn gục Marcel. Pierre may mắn không chết nhưng bị hôn mê dài ngày, cuối cùng bị mù và tàn tật phải dùng xe lăn đi lại. Cảnh sát không tìm ra động cơ sát nhân của Marcel. Một thời gian sau Husson đến thăm, kể lại cho Pierre bí mật cuộc sống của vợ anh. Dù hiện diện, nhưng Séverine không hề ngăn cản Husson kể sự thật về mình. Phim kết thúc với cảnh Séverine tưởng tượng thấy Pierre bình phục lại và hai người sống hạnh phúc như cũ.

## Phân vai
- Catherine Deneuve vai Séverine Serizy, biệt danh Belle de Jour
- Jean Sorel vai Pierre Serizy
- Michel Piccoli vai Henri Husson
- Geneviève Page vai Bà Anaïs

## Sản xuất
Địa điểm quay phim
- 1 Square Albin-Cachot, Paris 13, Paris, France
- 79 Champs Elysées, Paris 8, Paris, France
- Chalet de la Grande Cascade, Bois de Boulogne, Paris 16, Paris, France
- Champs Elysées, Paris 8, Paris, France
- Rue de Messine, Paris 8, Paris, France (nhà của Serizy)[3]

## Giải thưởng
- 1967 Venice Film Festival Golden Lion Award (Luis Buñuel)
- 1967 Venice Film Festival Pasinetti Award for Best Film (Luis Buñuel)
- 1968 Bodil Award for Best European Film (Luis Buñuel)
- 1968 French Syndicate of Cinema Critics Award for Best Film (Luis Buñuel)[2]